# 徐一天
徐一天（1947年—），吉林大安人。中国人民解放军将领、中国人民解放军中将。海军工程学院毕业。
曾任海军航空工程学院政治部主任、政委，南海舰队政治部主任。2004年，接替童世平，任广州军区副政委兼南海舰队政治委员。2005年，由黄嘉祥接任。此后担任国防科学技术大学政治委员。2016年5月，任中央军委赴武警部队巡视组组长。
2006年，授中国人民解放军中将军衔。